# The Evil Within
The Evil Within (укр. Зло усередині), відома в Японії як Psychobreak (яп. サイコブレイク Сайкобурэйку, «Психо-розрив»), — кросплатформова відеогра жанру Survival horror, розроблена компанією Tango Gameworks для платформ Microsoft Windows, PlayStation 3, Xbox 360, PlayStation 4 і Xbox One. Реліз відбувся 14 жовтня 2014 року. The Evil Within отримала загалом позитивний прийом після виходу; похвали в основному були спрямовані на елементи жахів, геймплей та атмосферу гри, в той час як критика була спрямована на сюжет, персонажів та технічні проблеми. Продовження, The Evil Within 2, вийшло 13 жовтня 2017 року.

## Сюжет
Детектив Себастьян Кастелланос прибуває на місце злочину і виявляє тіла поліцейських, розтерзаних надприродною силою. Несподівано він сам піддається атаці і втрачає свідомість. Прийшовши до тями, Себастьян виявляє себе в альтернативній реальності, що кишить монстрами. Детективу належить вибратися з цього світу і зрозуміти суть того, що відбувається. Себастьян зустрінеться віч-на-віч зі своїми страхами, поступово відкриваючи секрети загадкової сили, що ховається в тіні.
Персонажі з'являються епізодично. Це два поліцая (Джозеф та Кідман) колеги Себаст'єна, і Леслі, пацієнт лікарні. Сюжет побудований на флеш-беках, чужих спогадах і почуттях. Усе це переплітаючись створює єдину картину котру втім важко осягнути повністю. Також до EW було розроблено три DLC: «The Assignment», «The Consequence» та «The Executioner» і надано опційну можливість обрання повноекранного виведення зображення без кінематографічного ефекту рамок, котрі, як єдиний варіант, були наявні у початкових версіях.

## Розробка
19 квітня 2013 року Bethesda офіційно анонсувала The Evil Within, раніше відому під кодовим ім'ям Project Zwei. Із заяви компанії стало відомо, що розробкою гри зайнятий Шінджі Мікамі, творець серії Resident Evil. Також повідомлялося, що The Evil Within вийде в 2014 році на Microsoft Windows, Xbox 360, PlayStation 3 і консолях наступного покоління. Цього ж дня в Мережу був викладений передбачуваний бокс-арт гри.
23 квітня в інтерв'ю IGN Мікамі поділився своєю думкою про сучасні ігри в жанрі survival — horror і розповів деякі подробиці про The Evil Within.
Survival — horror поступово втрачає те, що робить його таким. Я хочу повернути його назад. Сьогодні виходить багато ігор в цьому жанрі, але я хочу знайти ідеальний баланс між хоррором і екшеном. Звичайно, у бою вам доведеться стріляти, використовувати ножі, сокири та іншу подібну зброю. Крім того, ви також зможете встановлювати пастки, влаштовуючи засідки на ворогів. Ми не збираємося давати гравцеві ніяких надзвичайних здібностей. З іншого боку, якщо він не зможе дати відсіч, не зможе атакувати, що саме по собі хвилює — тоді це не справжній survival — horror. Тож ми дамо гравцеві необхідну зброю, але у вас не буде нічого великого, на зразок кулеметів. Іноді ви тікатимете через нестачу набоїв, будучи майже мертвим. Уявіть, що ваш останній постріл влучив в голову. Монстр підбирається до вас все ближче, і раптом — БАМ! Ви вбиваєте його останнім пострілом. Ви відчуваєте полегшення і радість. Мені здається, це найпростіший спосіб пояснити найкращу сторону жанру survival — horror.